# Mary Howard (actrice)
Pour les articles homonymes, voir Howard.
Ne pas confondre avec la romancière britannique Mary Howard (1907-1991).
Mary (Marjorie) Howard, née le 24 août 1914 à Independence (Kansas) et morte le 6 juin 2009 à New York (arrondissement de Manhattan),, est une actrice, chanteuse et danseuse américaine.

## Biographie
Mary Howard débute adolescente comme chanteuse et danseuse aux côtés de ses sœurs ; elle joue une fois à Broadway (New York) en 1934-1935, dans la revue Life Begins at 8:40 (en) (avec Ray Bolger et Bert Lahr).
Au cinéma, elle contribue à trente-et-un films américains, depuis My Weakness de David Butler (film musical, 1933, avec Lilian Harvey et Lew Ayres) jusqu'à The Loves of Edgar Allan Poe d'Harry Lachman (1942, avec Shepperd Strudwick dans le rôle-titre). Ayant épousé en 1945 Alfred de Liagre, elle est également connue comme Mary Howard de Liagre et se retire définitivement pour se consacrer à sa famille.
Parmi ses autres films, mentionnons L'amour frappe André Hardy de George B. Seitz (1938, avec Mickey Rooney et Judy Garland), Abraham Lincoln de John Cromwell (1940, avec Raymond Massey dans le rôle-titre) et L'Étang tragique de Jean Renoir (un des films de sa période américaine, 1941, avec Walter Brennan et Walter Huston).

## Théâtre à Broadway (intégrale)
- 1934-1935 : Life Begins at 8:40 (en), revue, musique  d'Harold Arlen, lyrics d'Ira Gershwin et Yip Harburg, sketches d'Ira Gershwin, Yip Harburg et autres, chorégraphie de Robert Alton, costumes de Raoul Pène Du Bois, Irene Sharaff et autres : une des trois sœurs (sketch Life Begins) / une amoureuse (sketch 1780) / une danseuse Weidman

## Filmographie partielle
- 1933 : My Weakness de David Butler
- 1936 : Le Grand Ziegfeld (The Great Ziegfeld) de Robert Z. Leonard : Mlle Carlisle
- 1938 : Règlement de comptes (Fast Company) d'Edward Buzzell : Leah Brockler
- 1938 : Marie-Antoinette (Marie Antoinette) de W. S. Van Dyke : Olivia
- 1938 : L'Ange impur (The Shopworn Angel) d'H. C. Potter : Chorus Girl
- 1938 : L'amour frappe André Hardy (Love Finds Andy Hardy) de George B. Seitz : Mary Tomkins
- 1938 : Amants (Sweethearts) de W. S. Van Dyke : Chorus Girl
- 1939 : Edith Cavell (Nurse Edith Cavell) d'Herbert Wilcox : Infirmière O'Brien
- 1940 : Abraham Lincoln (Abe Lincoln in Illinois) de John Cromwell : Ann Rutledge
- 1941 : Billy the Kid le réfractaire (Billy the Kid) de David Miller et Frank Borzage : Edith Keating
- 1941 : L'Étang tragique (Swamp Water) de Jean Renoir : Hannah
- 1941 : The Wild Man of Borneo de Robert B. Sinclair
- 1942 : The Loves of Edgar Allan Poe d'Harry Lachman : Frances Allan

### Autres liens externes
- Notices d'autorité :   - VIAF
  - LCCN
  - WorldCat
- Ressources relatives à l'audiovisuel :   - AllMovie
  - IMDb
- Ressource relative au spectacle :   - Internet Broadway Database